# Milan Kalan
Milan Kalan, slovenski gledališki igralec * 15. april 1928, Ljubljana, † 9. marec 1996, Ljubljana.
Začel je igrati v sezoni 1948-49 v Šentjakobskem gledališču, kjer je odigral tri vloge. Kalan je leta 1949 opravil avdicijo pri novo ustanovljenem gledališču Mestnem gledališču ljubljanskem (MGL). Postal je tečajnik za mlade igralce in opravil diplomo na Akademiji za igralsko umetnost. Pri MGLju bil zaposlen do upokojitve 1988. Nekaj let je deloval tudi v upravi. 
Igral je predvsem v komedijah in kabaretih (v Mikelnovi Inventuri, kot Makovec v Gospodu Evstahiju iz Šiške, kot Tone Tratnik v Raj ni razporodan) ter bil »odličen interpret« v Cankarjevih satiričnih in karikiranih likov (Sirarka in učitelj Šviligoj). 
Poleg gledališčnih vlog je delal tudi pri lutkovnih in radijskih igrah (predvsem za otroke). Leta 1957 je režiral dve otroški igri v SMGju (Sneguljčica, Rdeča Kapica). Leta 1982 nastopil v mini seriji Slike iz leta 1941. 